# Exklusion
Der Begriff Exklusion bedeutet wörtlich Ausschluss (aus lat. exclusio) oder auch Ausgrenzung. Er beschreibt in der Bildungssprache den Umstand, dass jemand von einem Vorhaben oder einer Versammlung, von einer Gruppenzugehörigkeit oder aus gesellschaftlichen Zusammenhängen ausgeschlossen (exkludiert) wird.
Das geschieht in der Regel gegen den Willen des Ausgeschlossenen und aus unterschiedlichen Gründen. Die daran Beteiligten möchten – oft aus Gründen des Herrschafts- und Machterhalts, aus Misstrauen oder aus anderen Reputationsgründen – unter sich (d. h. exklusiv) bleiben, womit eine gewisse Abwertung bis hin zur Diskriminierung derer einhergeht, die ausgeschlossen werden. Der Gegenbegriff dazu ist die Inklusion.

## Soziologische Verwendung

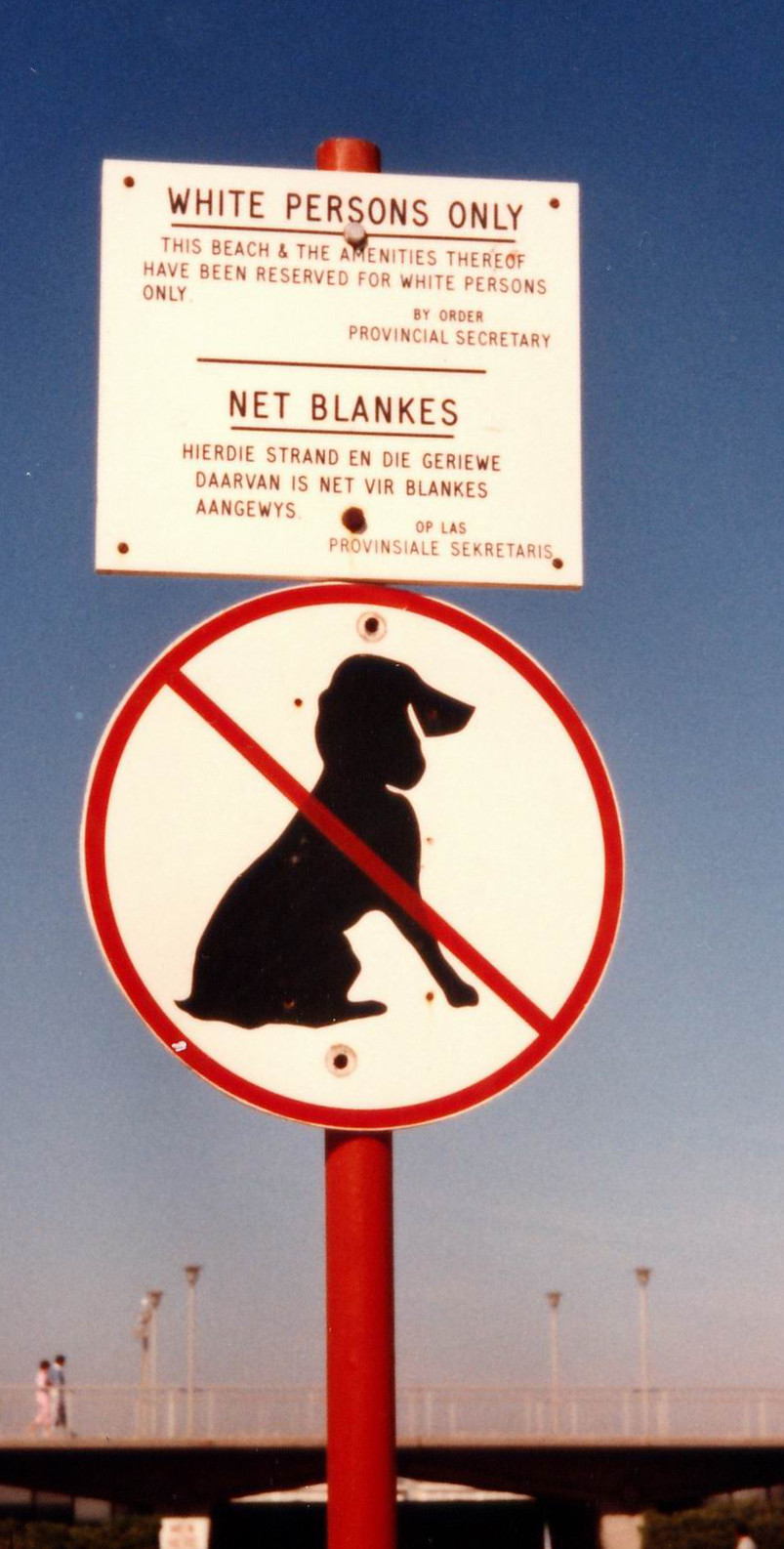
Schild am Strand von Muizenberg nahe Kapstadt, 1985, in Englisch und Afrikaans. Übersetzung: Nur für Weiße!
Der Strand sowie die Einrichtungen sind für Weiße reserviert.
Die Provinzverwaltung

### Begriff
In der Soziologie ist „Exklusion“ (engl. exclusion) im Allgemeinen ein Begriff, der in einer neuzeitlichen Gesellschaft den nachhaltigen Ausschluss einzelner sozialer Akteure oder ganzer Gruppierungen aus denjenigen sozialen Kreisen bezeichnet, die sich (gegebenenfalls gemeinsam) als die ‚eigentliche‘ Gesellschaft verstehen. Auch wird mit dem Begriff der Ausschluss von Grundrechten wie dem Recht auf angemessene Ernährung, dem Recht auf Grundschulbildung, dem Recht an Wahlen teilnehmen zu können, dem Recht auf Schutz vor Folter und politischer Verfolgung, dem Recht auf medizinische Versorgung und dem Recht auf Familienplanung und ähnlichen Rechten verstanden. Bisweilen empfindet sich, wer so ausgegrenzt wird, selber als ‚wertlos‘ und ‚außenstehend‘, akzeptiert die Wertvorstellungen des ihn ausschließenden Kollektivs nicht (mehr) und handelt entsprechend. Dennoch verbindende soziale Interaktionen werden dabei als unerheblich betrachtet (Warenkauf, Teilnahme am öffentlichen Nahverkehr, gelegentliche sprachliche Kommunikation, Wehrdienst, öffentliche Unterstützung).
Der Begriff umfasst somit einen schärfer abgewerteten sozialen Tatbestand als die Begriffe Single, Außenseiter, Randgruppe oder Einsiedler.
Soziale Exklusion ist der Verlust an sozialen und politischen Teilhabechancen, wie z. B. für die verstoßenen Soldaten in der Volksrepublik Polen. Sie kann für die Betroffenen sogar zu einem Überlebensproblem werden. Betrifft diese Exklusion große Gruppen (z. B. Frauen, Nicht-Weiße, behinderte Menschen, LGBT-Personen, Obdachlose, AIDS-Kranke, Prostituierte, Langzeitarbeitslose, Slumbewohner, Einwanderer, Minderheiten wie Juden im nationalsozialistischen Europa, Kurden in Syrien), so kann dies zu einem (sozial-, gesundheits-, ordnungs-, staats-) politischen Problem werden. Die mit Beginn der 1980er Jahre einsetzende Diskussion um „Neue Armut“, vor allem deren Rezeption in der Soziologie in Frankreich („exclusion“) und den USA („underclass“), hat den Begriff Exklusion entscheidend geprägt. In dieser Diskussion wurde besondere Aufmerksamkeit auf die Frage gerichtet, ob und aus wessen Sicht die Exkludierten noch eine ökonomisch oder sozial bedeutsame Funktion erfüllen, oder ob diese als gänzlich „Überflüssige“ von kompletter Vernachlässigung bedroht sind. In diesen Fällen schlägt sich die Exklusion auch in räumlicher Ausschließung der Betroffenen (vgl. Ghetto) nieder.
Die Diskussion in Frankreich wurde stark durch die Unruhen in Frankreich 2005 geprägt.

### Begriffsabgrenzung
Die faktische Ausschließung Höchstgestellter, ‚erhabener‘ Persönlichkeiten vom allgemeinen Umgang, die deren hohe Wertschätzung betont, mag diesen oft unangenehm sein (der japanische Tennō ,badet nicht in der Menge‘, der Papst macht keine Kneipentour, die britische Queen hat bei Einkäufen persönlich nie Geld bei sich), wird aber nicht als „Exklusion“ betrachtet, sondern soll sie davor schützen, ins ‚Gemeine‘ herabgezogen zu werden. Eine Inklusion in einem System, die so stark bindend ist, dass sich faktisch ein Ausschluss aus anderen Systemen ergibt, bezeichnet man als Hyperinklusion.

### Ältere soziale Formen
Exklusion ist der Sache nach eine historisch früh auftretende soziale Erscheinung (vgl. den Ostrakismos im antiken Athen). Harte Formen der Exklusion – oft verrechtlicht – kannten sowohl akephale Gesellschaften (Geächtete, Vogelfreie) als auch Kasten- und Ständegesellschaften (Parias, Ehrlose, Rōnin), Kirchen (Exkommunizierte) und totalitäre Diktaturen (‚Abweichler‘). (Siehe auch Fahrendes Volk, Schausteller - dort auch Einzelhinweise.) Für das 20. Jahrhundert ist hier insbesondere die NS-Diktatur zu nennen, welche durch die im September 1935 erlassenen Nürnberger Gesetze eine formalrechtliche Grundlage für die Ausgrenzung und Entrechtung von Teilen der Bevölkerung schuf.

### Corps
Bei den Corps ist die Exklusion die schwerste Strafe. Im Kösener Senioren-Convents-Verband herrschte seit dem Beschluss von 1862 darüber Einverständnis, dass mit Exklusion nur noch der entehrende Ausschluss (cum infamia) aus dem Corps zu bezeichnen sei. Die Wiederaufnahme oder die Aufnahme in ein anderes Corps ist ausgeschlossen.

## Wirtschaftswissenschaft
In der Wirtschaftswissenschaft wird vom Exklusionsgrad wirtschaftlicher Güter gesprochen.

## Vergleichende Politikwissenschaft
In der vergleichenden Politikwissenschaft spricht man bei ausschließenden Demokratien von Exklusiver Demokratie.